# Мира, Сальвадор
Сальвадор Эрнесто Мира Васкес (исп. Salvador Ernesto Mira Vásquez; род. 23 августа 1984, Мехиканос, Сан-Сальвадор) — сальвадорский легкоатлет, специалист по спортивной ходьбе. Выступал на профессиональном уровне в 2001—2016 годах, победитель и призёр ряда крупных международных стартов, участник летних Олимпийских игр в Пекине.

## Биография
Сальвадор Мира родился 23 августа 1984 года в городе Мехиканос, Сальвадор.
Впервые заявил о себе в лёгкой атлетике на международном уровне в сезоне 2001 года, когда вошёл в состав сальвадорской сборной и выступил на юношеском мировом первенстве в Дебрецене, где в зачёте ходьбы на 10 000 метров занял 13-е место.
В 2002 году в той же дисциплине финишировал четвёртым на юниорском первенстве Центральной Америки и Карибского бассейна в Бриджтауне, стартовал на юниорском мировом первенстве в Кингстоне. В ходьбе на 20 000 метров выиграл серебряную медаль на центральноамериканском чемпионате в Сан-Хосе. В ходьбе на 20 км стал четвёртым на домашних Центральноамериканских и Карибских играх в Сан-Сальвадоре.
На юниорском первенстве Центральной Америки 2003 года в Сан-Хосе превзошёл всех соперников на дистанции 10 000 метров.
На центральноамериканском чемпионате 2004 года в Манагуа с национальным рекордом Сальвадора 1:32:33.66 завоевал серебряную награду на дистанции 20 000 метров.
В 2005 году на домашних соревнованиях в Сан-Сальвадоре установил свой личный рекорд в 20-километровой ходьбе — 1:26:49, позднее финишировал пятым на чемпионате Центральной Америки в Сан-Хосе.
В 2006 году на Кубке мира в Ла-Корунье занял 40-е место в личном зачёте 50 км. Помимо этого, отметился победой на молодёжном первенстве NACAC в Сан-Хосе, стартовал на Центральноамериканских и Карибских играх в Картахене.
В 2007 году одержал победу на ALBA Games в Каракасе, финишировал четвёртым на Панамериканских играх в Рио-де-Жанейро, установив при этом личный рекорд на дистанции 50 км — 3:59:51.
В 2008 году принимал участие в Кубке мира в Чебоксарах. Выполнив олимпийский квалификационный норматив (4:00:00), удостоился права защищать честь страны на летних Олимпийских играх в Пекине — здесь в программе 50 км был дисквалифицирован за нарушение техники ходьбы.
В 2009 году в 50-километровой ходьбе стал пятым на Панамериканском кубке в Сан-Сальвадоре.
В 2011 году в дисциплине 20 км занял 21-е место на Панамериканском кубке в Энвигадо.
В 2013 году выиграл бронзовую медаль на центральноамериканском чемпионате в Гватемале, финишировал пятым на Центральноамериканских играх в Сан-Хосе, показал 25-й результат на Панамериканском кубке в Гватемале, взял бронзу на чемпионате Центральной Америки в Манагуа, был четвёртым на чемпионате Центральной Америки и Карибского бассейна в Морелии.
Завершил спортивную карьеру по окончании сезона 2016 года.